# 联合左翼 (圣马力诺)
联合左翼（義大利語：Sinistra Unita，缩写为SU）是圣马力诺的一个已不存在的左翼政党。
2006年，圣马力诺重建共产党和左翼党—自由区组建名为“联合左翼”的政党联盟。2012年，联合左翼改组为政党。在2016年圣马力诺大选中，以该党为首的“民主社会主义左翼”政党联盟赢得大议会14个席位，位居第一。2017年4月1日，该党成员凡妮莎·德安布罗西奥出任圣马力诺执政官。同年11月10日，联合左翼解散；17日—18日，“民主社会主义左翼”政党联盟改组为单一政党。

## 选举结果
| 年份   | 得票数 | 得票率 | 结果   |
| ------ | ------ | ------ | ------ |
| 2006年 | 1911   | 8.67%  | 5 / 60 |
| 2008年 | 1797   | 8.57%  | 5 / 60 |
| 2012年 | 1808   | 9.14%  | 5 / 60 |